# Баоцін (селище)
Баоцін (кит. 宝清镇, пін. Băoqīng Zhèn) — містечко у КНР, адміністративний центр однойменного повіту у складі міста Шуан'яшань.

## Географія
Баоцін лежить на річці Наолі на захід від гір Ваньдашань.

### Клімат
Містечко знаходиться у зоні, котра характеризується вологим континентальним кліматом з теплим літом. Найтепліший місяць — липень із середньою температурою 21.1 °C (70 °F). Найхолодніший місяць — січень, із середньою температурою -18.3 °С (-1 °F).
| Клімат Баоціна          | Клімат Баоціна | Клімат Баоціна | Клімат Баоціна | Клімат Баоціна | Клімат Баоціна | Клімат Баоціна | Клімат Баоціна | Клімат Баоціна | Клімат Баоціна | Клімат Баоціна | Клімат Баоціна | Клімат Баоціна | Клімат Баоціна |
| Показник                | Січ.           | Лют.           | Бер.           | Квіт.          | Трав.          | Черв.          | Лип.           | Серп.          | Вер.           | Жовт.          | Лист.          | Груд.          | Рік            |
| Абсолютний максимум, °C | −2             | 2              | 12             | 27             | 33             | 32             | 33             | 32             | 27             | 23             | 16             | 3              | 33             |
| Середній максимум, °C   | −13            | −7             | 1              | 11             | 20             | 24             | 26             | 25             | 20             | 12             | 0              | −7             | 9              |
| Середня температура, °C | −18            | −13            | −5             | 5              | 13             | 18             | 21             | 20             | 14             | 6              | −5             | −12            | 4              |
| Середній мінімум, °C    | −23            | −20            | −11            | 0              | 6              | 12             | 16             | 16             | 9              | 0              | −11            | −18            | −2             |
| Абсолютний мінімум, °C  | −33            | −32            | −25            | −13            | −2             | 2              | 11             | 8              | −2             | −8             | −22            | −35            | −35            |
| Вологість повітря, %    | 73             | 67             | 61             | 59             | 52             | 68             | 80             | 82             | 78             | 63             | 61             | 68             | 68             |
| ----------------------- | -------------- | -------------- | -------------- | -------------- | -------------- | -------------- | -------------- | -------------- | -------------- | -------------- | -------------- | -------------- | -------------- |
| Джерело: Weatherbase    |                |                |                |                |                |                |                |                |                |                |                |                |                |